# Ondřej Izdný
Ondřej Izdný (* 12. října 1977 Pardubice) je český zpěvák, muzikálový herec a hudební režisér.
Po maturitě na gymnáziu začal studoval zpěv nejprve na Pardubické konzervatoři a působil ve Východočském divadle v Pardubicích, poté v roce 1998 přešel na pražskou Konzervatoř Jaroslava Ježka, kde byl žákem Eduarda Klezly, studium ukončil v roce 2003.
Vystupuje často v různých muzikálech v divadlech po celé České republice, příležitostně se věnuje i filmovému dabingu a hudební režii a zpěvu filmové hudby.